# Phil Flanigan
Phil Flanigan (Geneva (New York), 28 juni 1956) is een Amerikaanse jazzmuzikant (contrabas, cello, gitaar).

## Biografie
Flanigan begon eerst piano, trombone en gitaar te spelen, voordat hij overstapte naar de contrabas. Hij studeerde contrabas aan de Eastman School of Music bij Oscar Zimmerman en vervolgens aan het New England Conservatory. In die tijd speelde hij in het weekend met jazzbands in Providence (Rhode Island) en ontmoette hij in 1976 de jazzmuzikanten Scott Hamilton en Chris Flory. In 1979 was hij korte tijd lid van het Widespread Depression Orchestra. Na zijn verhuizing naar New York werkte hij vanaf de jaren 1980 als freelance muzikant. Hij trad op in de club van Eddie Condon en speelde o.a. met Benny Goodman, Scott Hamilton, Bob Wilber, Eiji Kitamura, Butch Miles en Warren Vaché jr.. Hij is te horen op het trio-album Midtown Jazz (Concord Jazz 1982) met Vaché en John Bunch.
Met het Scott Hamilton Quintet toerde Flanigan door Europa en Japan, nam het op voor Concord Jazz en kreeg het de kans om met gastsolisten als Illinois Jacquet, Jimmy Rowles, Tommy Flanagan en Ruby Braff te spelen tijdens de optredens van de band bij Eddie Condon. In deze periode werkte hij ook met Roy Eldridge (met wie hij optrad in de club van Jimmy Ryan) en bij Condon als lid van de huisband met Ed Polcer, Jack Maheu, Connie Kay en Vic Dickenson. Tijdens zijn verblijf in New York speelde hij ook met swing en bop veteranen als Jo Jones, Tiny Grimes, Johnny Griffin, Hank Jones en Sonny Greer. Sinds 1989 woont hij in Fort Lauderdale, Florida, waar hij heeft gewerkt met Eddie Higgins, Dr. Lonnie Smith, Ira Sullivan, Allan Vaché en anderen. In 1994 nam hij het album New York Toast (Philophile) op onder zijn eigen naam, opgenomen in een kwartet met Todd Delgiudice, Roger Wilder en Duffy Jackson. Tussen 1977 en 2011 nam hij deel aan 108 opnamesessies in de jazz, behalve met Harry Allen, John Allred, Rosemary Clooney, Johnny Griffin, Kenny Davern, Howard Alden, George Masso, Jerry Jerome, Michiko Ogawa, Brian Ogilvie, John Sheridan/Rebecca Kilgore en met Ralph Sutton/Johnny Varro. Hij speelt in het kwartet The Big Four, opgedragen aan de muziek van Muggsy Spanier en Sidney Bechet.

## Discografie
- John Bunch met Phil Flanigan: Struttin’ (Arbors, 1995)
- Hanna Richardson en Phil Flanigan: Simply ... With Spirit (Arbors Records, 2004), met Chris Flory, Bob Sneider, Johnny Frigo, Mike Melito